# Campo de gelo do sul da Patagónia

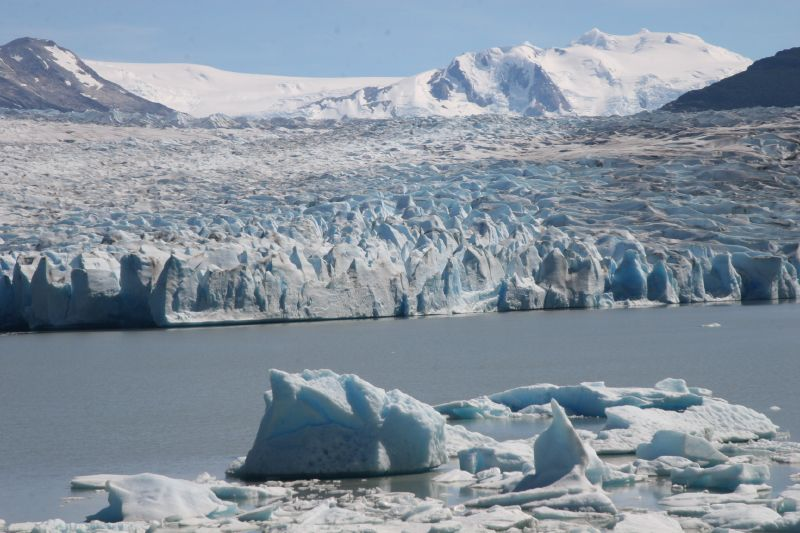
O campo de gelo constitui uma importante reserva de água doce, glaciar Grey, Chile

O Campo de gelo do sul da Patagónia (em castelhano Hielos Continentales ou Campo de Hielo Sur) é a terceira maior extensão de gelo continental do mundo, a seguir aos mantos de gelo da Antártida e da Gronelândia. Situa-se no sul dos Andes Patagónicos, entre a Argentina e o Chile, e é a maior das áreas remanescentes do manto de gelo da Patagónia.

## Características

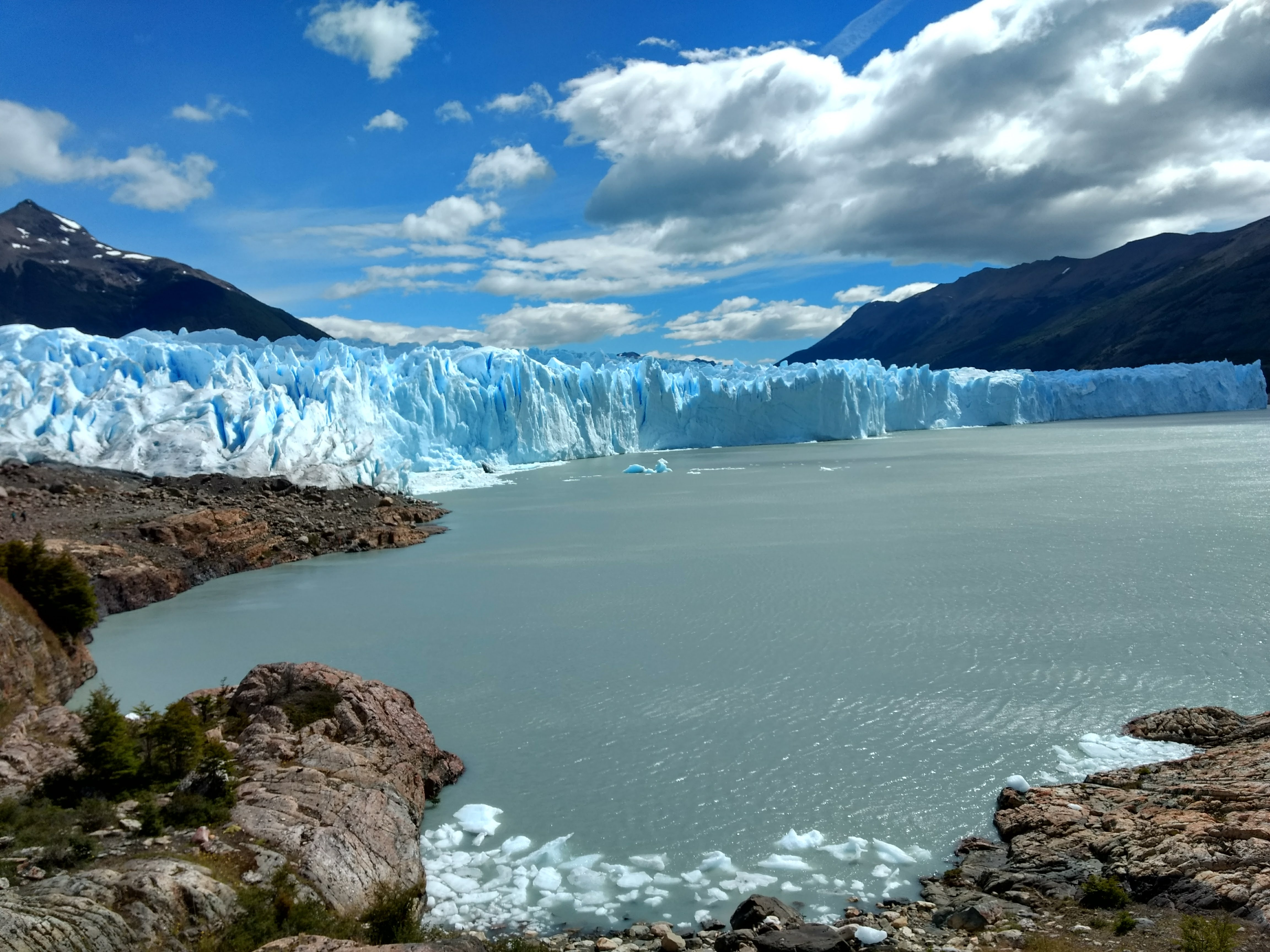
Perito Moreno, uma das geleiras do campo de gelo do sul da Patagónia argentina.

Estende-se desde 48º 20' S até 51º 30' S ao longo de aproximadamente 350 quilómetros, com uma área total de aproximadamente 16 800 km², dos quais 14 200 se encontram em território chileno e 2 600 na Argentina. No entanto, a fronteira entre os dois países continua por definir ao longo dos 50 km que separam o monte Fitzroy e Cerro Murallón.
Esta massa de gelo alimenta dezenas de glaciares nesta área, entre os quais se contam o Upsala (902 km²) e o Perito Moreno (258 km²) situados no Parque Nacional Los Glaciares na Argentina, e os glaciares Pio XI ou Bruggen (com 1 265 km², o maior e mais comprido do hemisfério sul exceptuando a Antártida), O'Higgins, Grey e Tyndall todos situados no Chile.
Uma parte significativa do campo de gelo encontra-se protegida por vários parques nacionais, como o Parque Nacional Bernardo O'Higgins e o Parque Nacional Torres del Paine no Chile, e o já mencionado Parque Nacional Los Glaciares na Argentina.
Sob os glaciares encontram-se vários vulcões, como o Lautaro.

## História

O campo de gelo começou a ser estudado em 1943 através de fotografias aéreas obtidas pela Força Aérea dos Estados Unidos, a pedido do governo do Chile. Explorações posteriores incluem as expedições de Federico Reichert e Alberto de Agostini, mas o campo de gelo permanece ainda mal conhecido.
Embora a fronteira entre Argentina e Chile na área tenha sido estabelecida pelo Tratado de 1881 e delimitada em 1º de outubro de 1898 pelos especialistas de ambos os países durante os trabalhos dos especialistas de ambos os países para a Sentença de 1902, no qual concordaram que não havia diferenças naquela parte da fronteira. O prêmio é estabelecido “perpetuamente” por ambos os países sob tutela britânica. O mapa publicado pela Coroa Britânica, como parte da documentação da concessão de 1902, ilustra uma linha de demarcação clara (do Fitz Roy ao Stokes) a leste dos Campos de Gelo do Sul da Patagônia, deixando a maior parte do território em questão no Lado chileno.

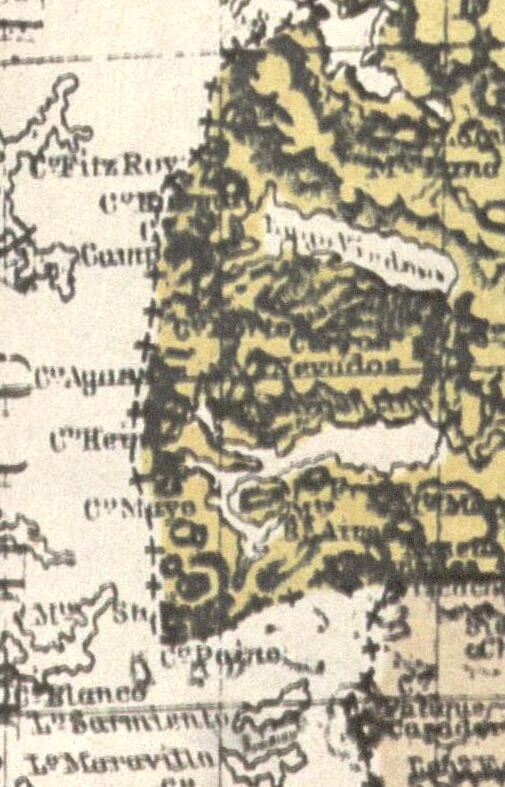
Mapa argentino de 1912 mostrando marcos históricos de fronteira acordados pelos especialistas argentinos e chilenos Fitz Roy, Huemul, Campana, Agassiz, Heim, Mayo e Stokes.

A Sentença de 1902 considerou que naquela área os altos picos são divisores de águas e, portanto, não houve disputa. Ambos os especialistas, Francisco Pascasio Moreno da Argentina e Diego Barros Arana do Chile concordaram na fronteira entre Mount Fitz Roy e Stokes Desde 1899, a demarcação da fronteira no campo de gelo, entre as duas montanhas, foi definida nas montanhas seguintes e seus naturais continuidade: Fitz Roy, Torre, Huemul, Campana, Agassiz, Heim, Mayo e Stokes Em 1914 a serra Mariano Moreno foi visitada por uma expedição, porém Francisco Pascasio Moreno já sabia de sua existência. A Argentina começou a questionar a fronteira argumentando que ela deveria estar na cordilheira Mariano Moreno.
Em 1994, foi resolvido o Disputa da Laguna del Desierto que envolvia o território do Campo de Gelo, um tribunal internacional concedeu quase toda a zona à Argentina. Após um recurso recusado em 1995, o Chile aceitou o prêmio. Desde então, o Chile conta com um pequeno corredor de acesso ao Monte Fitz Roy e o Passo Marconi foi definido como ponto de passagem de fronteira internacional.
A seção da fronteira do Campo de Gelo do Sul da Patagônia é a última questão fronteiriça remanescente entre o Chile e a Argentina. Em 1º de agosto de 1991, os governos do Chile e da Argentina chegaram a um acordo sobre uma fronteira, mas o acordo nunca foi ratificado pela legislatura argentina. Mais tarde, em 1998, ambos os governos concordaram em redesenhar a fronteira entre o Monte Fitz Roy e o Cerro Murallón
O trecho A (entre Cerro Murrallón e Daudet) e uma pequena parte do B (de Fitz Roy até um ponto definido a oeste) foram traçados, porém, também concordaram que o trecho B (de Fitz Roy a Murallón) esperaria até a conclusão de um mapa detalhado da área em escala de 1:50.000 com futuras negociações. Até o momento, esta seção continua sendo a última seção de fronteira não concluída e tem sido um fator irritante nas relações Argentina-Chile.